# Posieux
Posieux (toponimo francese) è una frazione del comune svizzero di Hauterive, nel Canton Friburgo (distretto della Sarine).

## Storia

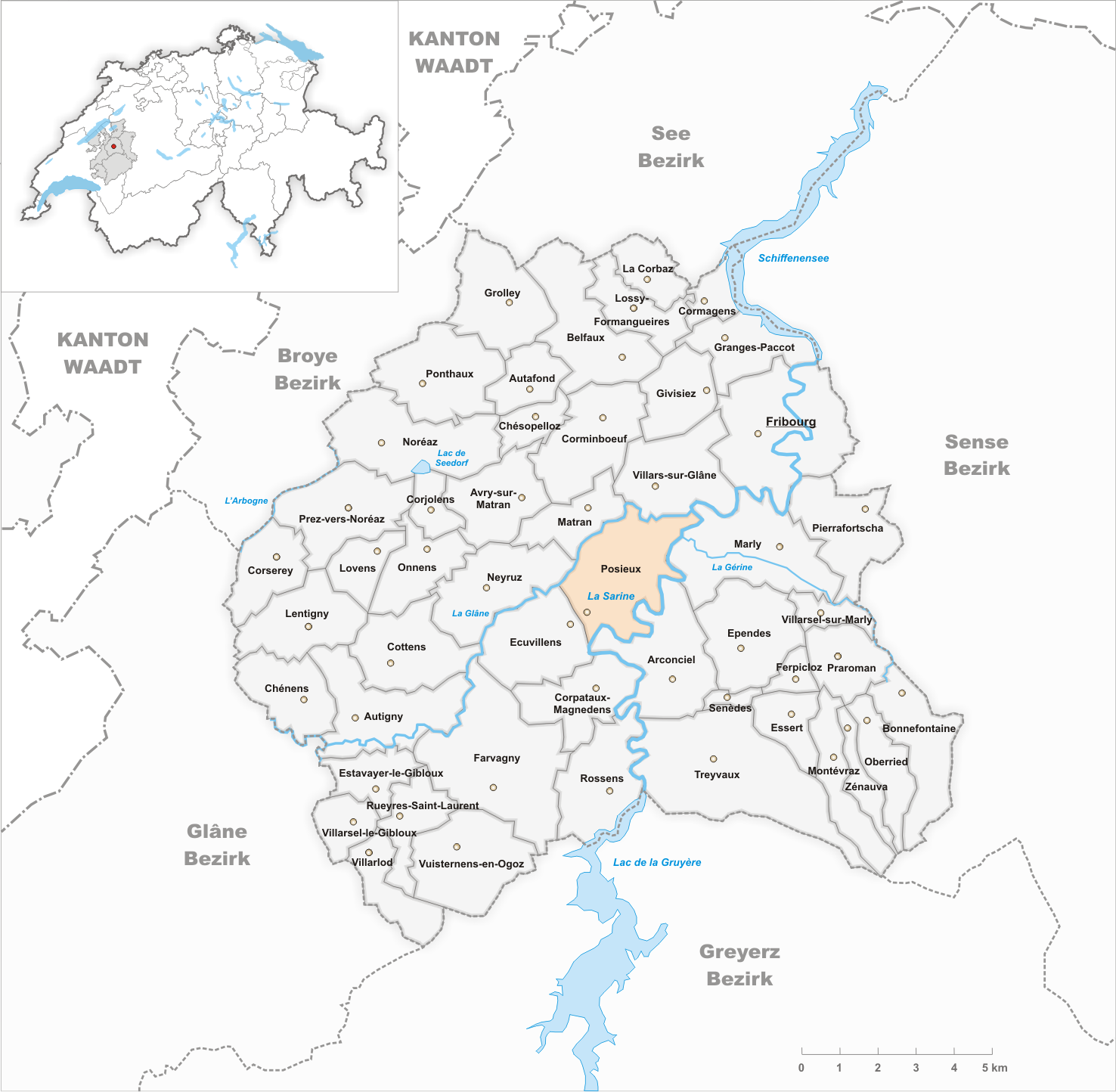
Il territorio del comune di Posieux prima degli accorpamenti comunali del 2001

Già comune autonomo che comprendeva anche la frazione di Grangeneuve (fino al 1832 frazione di Corpataux), nel 2001 è stato accorpato all'altro comune soppresso di Ecuvillens per formare il nuovo comune di Hauterive.

## Monumenti e luoghi d'interesse

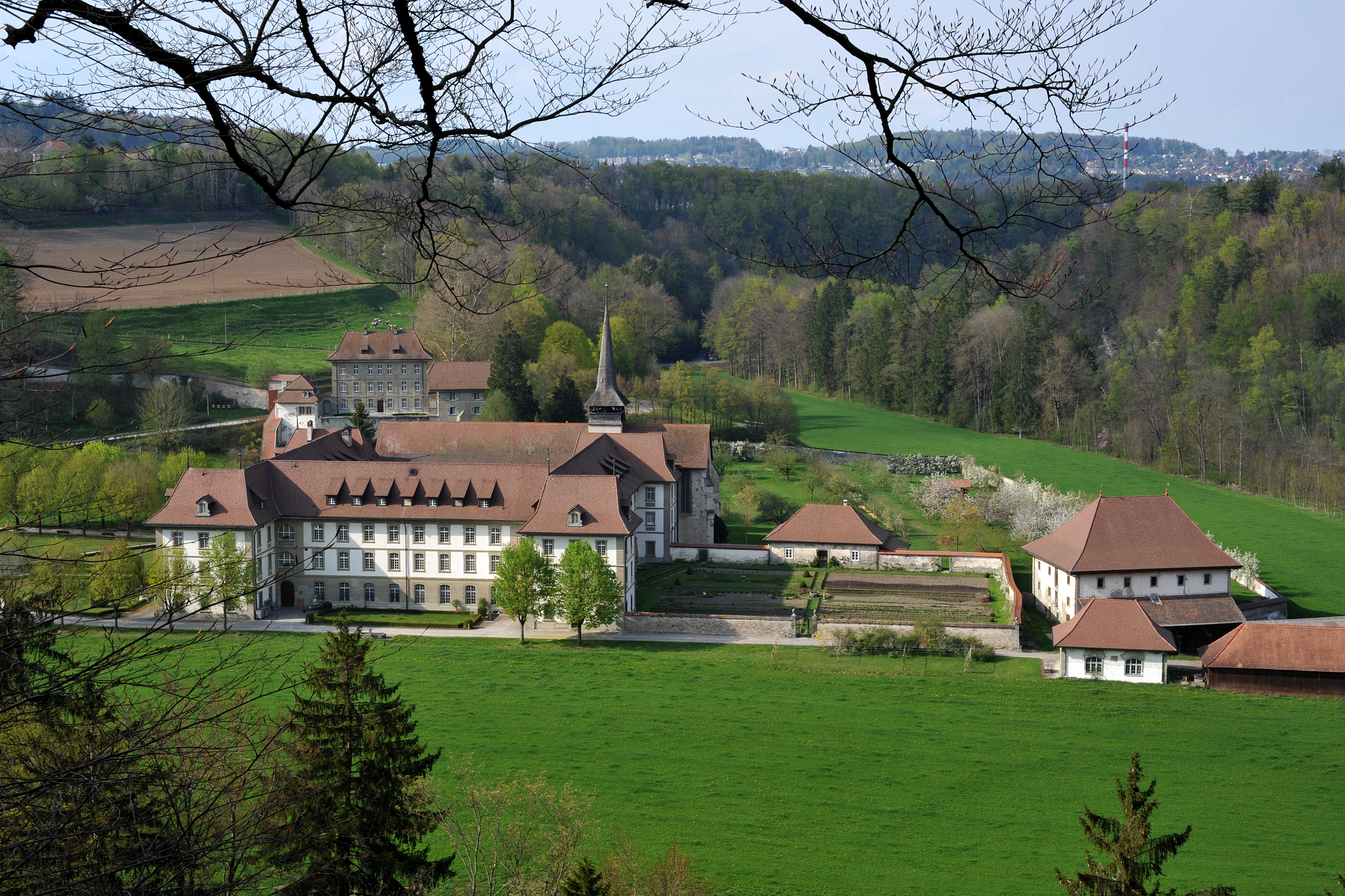
L'abbazia di Hauterive

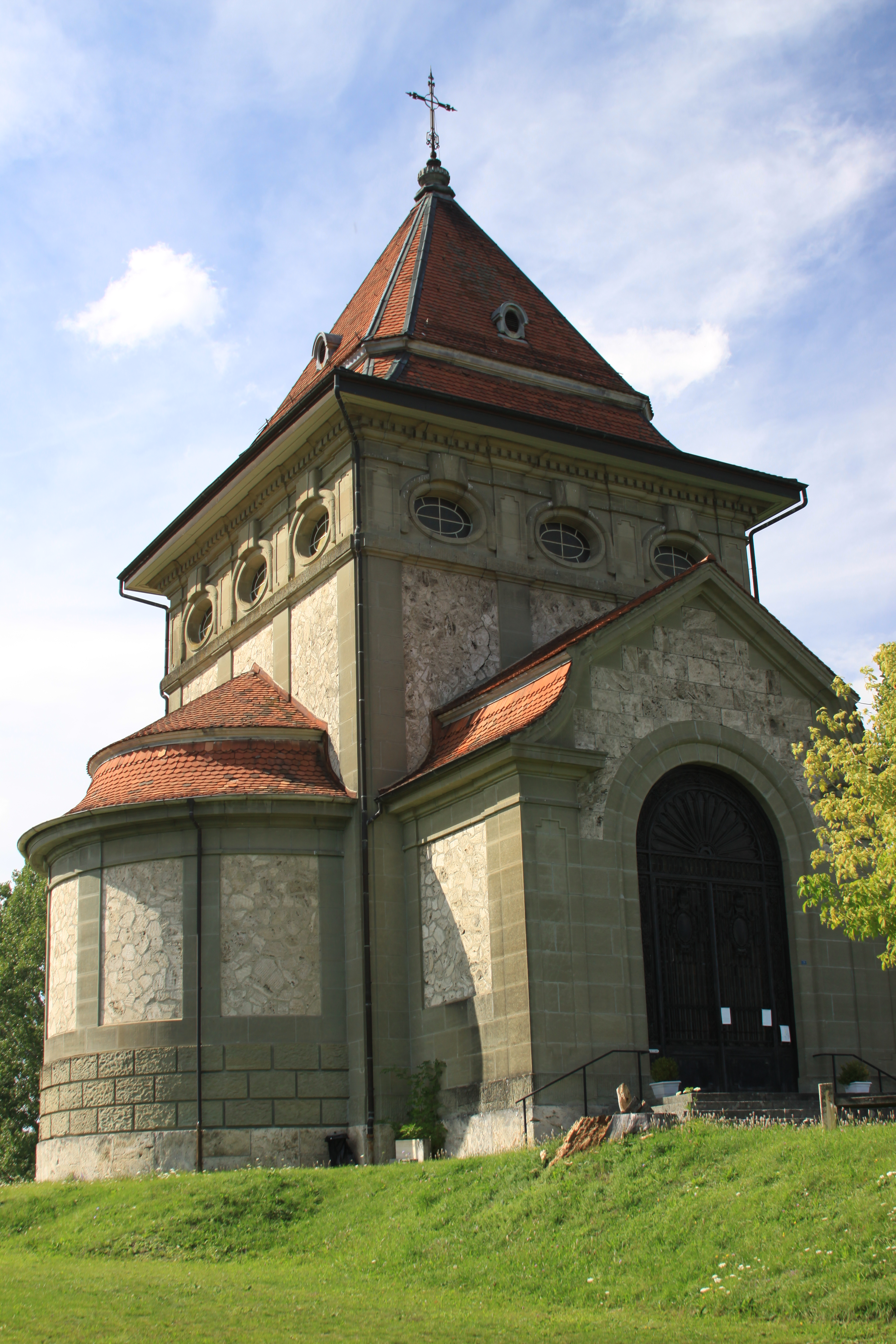
La cappella cattolica del Sacro Cuore

- Abbazia di Hauterive, fondata nel 1132-1137 e sede della Fraternità sacerdotale San Pietro[2][3];
- Cappella cattolica del Sacro Cuore, eretta nel 1911-1924[2].

## Società

### Evoluzione demografica
L'evoluzione demografica è riportata nella seguente tabella:
Abitanti censiti

## Amministrazione
Ogni famiglia originaria del luogo fa parte del comune patriziale che ha la responsabilità della manutenzione di ogni bene comune.